# Ana Mendieta
Ana Mendieta (Havana, 18 de novembro de 1948 – Nova York, 8 de setembro de 1985) foi uma performer, escultora, pintora e vídeo artista cubana, que é mais conhecida por suas obras de arte "corpo-terra" ("earth-body"). Nascida em Havana, Ana Mendieta chegou aos Estados Unidos como refugiada em 1961, dois anos após o revolucionário Fidel Castro depor o ditador Fulgêncio Batista.

## Família
Ana Mendienta é a filha do meio de Ignacio e Raquel Oti Mendieta. Sua família era de uma classe média alta com histórico de vida política, o seu tio-avô, Carlos Mendieta, foi presidente provisório de Cuba em 1934. Seu pai, Ignacio, era um advogado que frequentava os mesmos círculos sociais que os líderes políticos e, em um primeiro momento, apoiou a revolução contra o ditador Batista. Há evidências que indicavam que Ignacio tinha sido treinado pelo FBI como informante.
Ignacio, por meio da operação Peter Pan organizada pela Igreja Católica para "salvar as crianças do comunismo", providenciou a viagem de Ana Mendieta, onze anos, e sua irmã mais velha Raquel, quinze anos, para os Estados Unidos em 11 de Setembro de 1961. Porém, a idade em que ela emigrou apresentou variações (11, 12 ou 13 anos) nos textos consultados.

## Vida e obra
A obra de Mendieta era, geralmente, autobiográfica e focada em temas que incluem feminismo, violência, vida, morte, lugar e pertencimento. Seus trabalhos, geralmente, estão associados aos quatro elementos básicos da natureza. Mendieta frequentemente remetia a uma conexão física e espiritual com a Terra. Mendieta unia seu corpo com a terra para se tornar inteira. "Através das minhas esculturas de terra/corpo, eu me torno uma com a terra... Eu me torno uma extensão da natureza e a natureza se torna uma extensão do meu corpo. Este ato obsessivo de reafirmar meus laços com a terra é realmente uma reativação das minhas crenças primitivas... [em] uma força feminina onipresente, a imagem posterior se engloba dentro do útero, é uma manifestação da minha sede de viver." Durante sua vida, Mendieta produziu mais de 200 obras de arte usando a terra como o meio para escultura. A Silueta Series (1973–1980) envolveu a criação de silhuetas femininas na natureza – em barro, areia e grama – com materiais naturais, de folhas e galhos a sangue, criando marcas de corpos ou pintando sua silhueta ou de outros em paredes.

Ela estudou na Universidade de Iowa e graduou em pintura. Logo após se matriculou no Programa de Arte Multimídia e Vídeo da mesma universidade. Durante seus estudos começou a desenvolver sua prática artisticas tendo como base as violências sofridas e as que ela via a sua volta. E, assim, desenvolveu suas performances em torno da violência exercida sobre os corpos femininos colonizados, inspirada na metáfora do corpo da mulher como a primeira das colônias, já que ela mesma, aos treze anos de idade, foi arrancada de sua terra materna.
In a 1981 artist statement, Mendieta says, "I have been carrying out a dialogue between the landscape and the female body (based on my own silhouette). I believe this has been a direct result of my having been torn from my homeland (Cuba) during my adolescence. I am overwhelmed by the feeling of having been cast from the womb (nature). My art is the way I re-establish the bonds that unite me to the universe. It is a return to the maternal source."
Em 1978, Ana Mendieta passou a integrar o Artists In Residence Inc (A.I.R. Gallery) em Nova York, que foi a primeira galeria para mulheres fundada nos Estados Unidos. A iniciativa possibilitou a Mendieta encontrar com outras artistas mulheres da vanguarda do movimento feminista. Nesta época, Mendieta também se envolveu ativamente na administração e manutenção do A.I.R. Em uma declaração não publicada, Mendieta anotou que: "É crucial para mim ser parte de todas as minhas obras de arte. Como resultado de minha participação, minha visão se torna uma realidade e parte de minhas experiências." Ao mesmo tempo, após dois anos de seu envolvimento na A.I.R., ela concluiu que: "O Feminismo Americano, como está, é basicamente um movimento da classe média branca", e buscou desafiar os limites dessa perspectiva através da sua arte. Ela conheceu seu futuro marido Carl Andre na galeria quando ele participou de um painel chamado "How has women's art practices affected male artist social attitudes?".
Carl Andre era um artista minimalista, movimento artístico que estava na crista da onda, e que se consolidava no cânone. Contrariando a isso, Mendieta era a precursora de uma arte politizada e que se afastava da produção hegemônica. Mas, para a historiadora da arte Andrea Giunta, a obra de Mendieta tem sido despolitizada pela crítica e considerada "arte conceitual".
Em 2009, Mendieta recebeu o prêmio Lifetime Achievement Award pela Cintas Foundation. A obra de Ana Mendieta é atualmente gerenciada pela Galerie Lelong em Nova York.

## Exibições e coleções

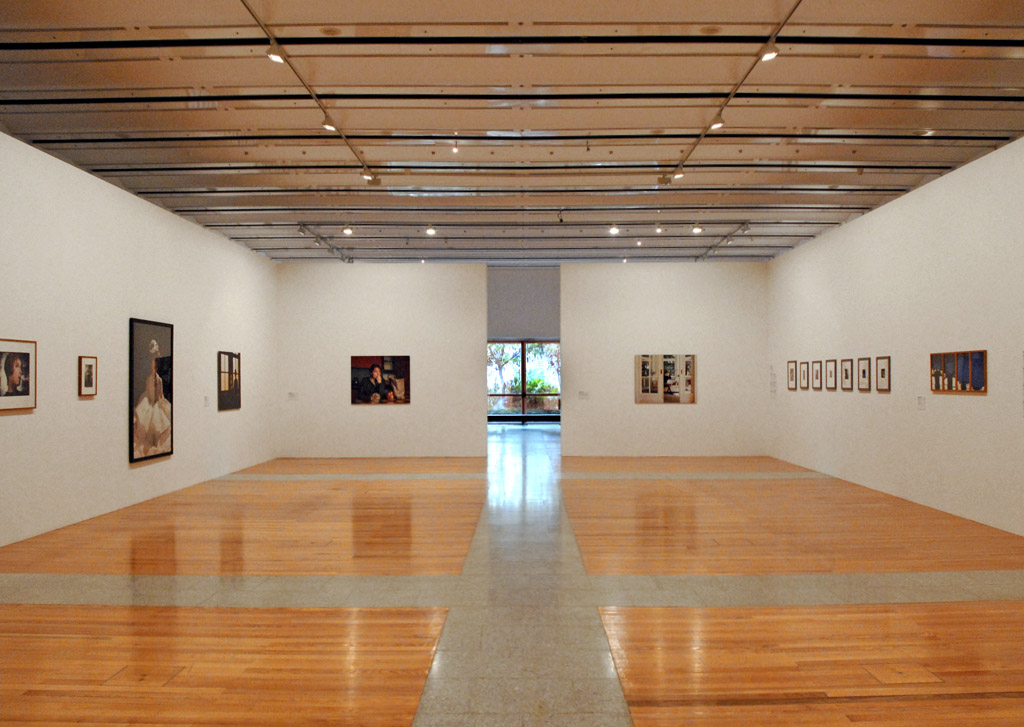
Sala «da arte feminina», com a apresentação de fotografias das artistas Ana Mendieta, Cindy Sherman e Helena Almeida, entre outras. Trabalhos apresentados no Museu Coleção Berardo de Lisboa, 2006.

Em 1979, Mendieta apresentou uma exibição solo de suas fotografias na A.I.R. Gallery em Nova York. Também foi curadora e escreveu o catálogo introdutório de uma exibição na A.I.R. em 1981 intitulada Dialectics of Isolation: An Exhibition of Third World Women Artists of the United States, que destacou a obra de artistas como Judy Baca, Senga Nengudi, Howardena Pindell e Zarina. O New Museum of Contemporary Art, em Nova York, recebeu a primeira exibição de pesquisa de Mendieta em 1987. Desde sua morte, Mendieta tem sido reconhecida com retrospectivas internacionais solo em museus, como "Ana Mendieta" no Art Institute of Chicago (2011) e "Ana Mendieta in Context: Public and Private Work", De La Cruz Collection, Miami (2012). Em 2004, o Hirshhorn Museum and Sculpture Garden em Washington, D.C., organizou o "Earth Body, Sculpture and Performance", uma grande retrospectiva que viajou pelo Whitney Museum of American Art, New York; Des Moines Art Center, Iowa e Miami Art Museum, Flórida (2004).
A obra de Mendieta aparece em muitas coleções públicas importantes, incluindo o Solomon R. Guggenheim Museum, Metropolitan Museum of Art, Whitney Museum of American Art, Museum of Modern Art, New York; Art Institute of Chicago, Centre Pompidou, Paris; Musée d'Art Moderne et Contemporain, Genebra e Tate Collection, em Londres.
Ana Mendieta em suas performances Silueta Series, realizadas no México entre 1976 e 1991, influencaram artistas contemporâneas dos movimentos ecofeminimos que entendem a ligação do feminismo à ecologia é urgente. Algumas artistas desse movimento também relaciona a noção de que as mulheres foram socializadas de forma diferente e que, por isso, possuem uma ligação mais forte com a natureza em comparação aos homens.

## Morte e controvérsia
Ana Mendieta morreu em 8 de setembro de 1985, em Nova York, após cair do 34º andar do seu apartamento na 300 Mercer Street, em Greenwich Village, onde ela viveu com seu marido por oito meses, o escultor minimalista, Carl Andre. Ela caiu sobre o teto de uma loja. Logo antes de sua morte, vizinhos escutaram uma briga violenta entre o casal. Não houve nenhuma testemunha ocular dos eventos que levaram à morte de Mendieta Numa gravação de uma chamada de Carl para o 911, ele diz: "Minha esposa é uma artista e eu sou um artista e nós tivemos uma discussão sobre o fato de que eu era mais, é, expus mais ao público do que ela. Ela foi para o quarto e eu fui depois dela e ela se jogou da janela." Em 1988, Carl Andre foi acusado e absolvido de seu assassinato. Durante o processo, que durou três anos, o advogado de Andre descreveu a morte de Mendieta como um possível acidente ou suicídio. O júri considerou Andre inocente por dúvida razoável.
A absolvição causou furor entre as feministas do mundo da Arte e permanece controversa até os dias de hoje. Em 2010, um simpósio chamado Where Is Ana Mendieta aconteceu na New York University por ocasião do 25º aniversário de sua morte. Em maio de 2014, o grupo de protestos feminista No Wave Performance Task Force realizou um protesto em frente à retrospectiva de Carl Andre na Dia Art Foundation. O grupo depositou pilhas de sangue e vísceras de animais em frente ao estabelecimento e a frase "I Wish Ana Mendieta Was Still Alive" escritas neles.

## Caso Amazon
Em 2018, a família e detentores dos direitos autorais de Ana Mendieta processaram a Amazon Studios por utilizar indevidamente imagens de obras da artista na divulgação do remake Suspiria (2018), filme dirigido por Luca Guadagnino. Duas imagens baseadas nas obras "Rape Scene" e "Untitled" (Silueta Series, México) apareceram no primeiro trailer do filme. Após o processo, as duas imagens foram retiradas do material, entretanto, após o lançamento de filme, a família Mendieta fez novas acusações apontando mais oito momentos em que o filme reproduz imagens semelhantes às obras da artista. O diretor Luca Guadagnino chegou a revelar em entrevistas que o trabalho de Ana Mendieta, entre outras artistas feministas como Gina Pane, Francesca Woodman e Judy Chicago, haviam sido inspiração para produzir o filme.

## Leituras adicionais
- Del Valle, Alejandro. "Ana Mendieta: Performance in the way of the primitive". Arte, Individuo y Sociedad, 26 (1) 508-523
- "Ana Mendieta: Earth Body, Sculpture and Performance 1972-1985." Hirshhorn Museum and Sculpture Garden. Traditional Fine Arts Organization, Inc.
- Ana Mendieta: New Museum archive
- Cabañas, Kaira M. "Ana Mendieta: 'Pain of Cuba, body I Am.'" Woman's Art Journal 20, no. 1 (1999): 12-17.
- Camhi, Leslie. "ART; Her Body, Herself". New York Times. 2004-06-20.
- Crawford, Marisa. "Crying for Ana Mendieta at the Carl Andre Retrospective." Hyperallergic. 2015
- Gopnik, Blake. "'Silueta' of A Woman: Sizing Up Ana Mendieta." Washington Post. p. N01. 2004-10-17.
- Heartney, Eleanor. "Rediscovering Ana Mendieta." Art in America 92, no. 10 (2004): 139-143.
- Howard, Christopher. "Ana Mendieta: Earth Body, Sculpture and Performance, 1972-1985." Art Book 12, no. 2 (May 2005): 21-22. Art Full Text (H.W. Wilson), EBSCOhost (accessed November 29, 2014).
- Herrera, Gretel. Las huellas de Ana Mendieta. Fundación Cultural Enrique Loynaz, Santo Domingo. (Spanish)
- Katz, Robert. Naked by the Window: The Fatal Marriage of Carl Andre and Ana Mendieta. Atlantic Monthly Press, 1990.
- Kwon, Miwon. "Bloody Valentines: Afterimages by Ana Mendieta." In: Catherine de Zegher (ed.), Inside the Visible. The Institute of Contemporary Art, Boston & MIT Press, 1996.
- "Making Sense of Modern Art" The San Francisco Museum of Modern Art.
- Moure, Gloria et al. Ana Mendieta. Poligrafa, April 2, 2001.
- Patrick, Vincent. "A Death in the Art World." New York Times. 1990-06-10. p. 428.
- Perreault, John and Petra Barreras del Rio. Ana Mendieta: A Retrospective. The New Museum of Contemporary Art, New York, 1987.
- Raine, Anne. "Embodied Geographies: Subjectivity and Materiality in the Work of Ana Mendieta." In Feminist Approaches to Theory and Methodology: An Interdisciplinary Reader, edited by Sharlene Hesse-Biber, Christina Gilmartin, and Robin Lydenberg, 259-286. New York: Oxford University Press, 1999.
- Rauch, Heidi, and Federico Suro. "Ana Mendieta's Primal Scream." Américas 44, no.5 (1992): 44-48.
- Viso, Olga. Ana Mendieta: Earth Body. Hatje Cantz Publishers in collaboration with the Hirshhorn Museum and Sculpture Garden, 2004.
- Viso, Olga. Unseen Mendieta: The Unpublished Works of Ana Mendieta. New York: Prestel, 2008.
- Walker, Joanna, "The body is present even if in disguise: tracing the trace in the art work of Nancy Spero and Ana Mendieta". Tate Papers, Spring 2009.
- Ana Mendieta Exhibition at Fundació Antoni Tàpies
- Ana Mendieta: site oficial